# モハマド・ハムサニ・アマド
モハマド・ハムサニ・アマド（マレー語: Mohd Hamsani Ahmad、1976年2月25日 - ）は、マレーシアの元サッカー選手。元マレーシア代表。ポジションはGK。

## 代表歴
2004年に香港で行われた日本代表戦で出場した経験がある。

## タイトル
2005年にはチームメイトであった陳永雄、アマド・シャールル・アズハル・ソフィアン、ナンタクマル・カリアパン、シャムスル・サードと共にペラ州から州のサッカー発展への貢献について叙勲された。